# Wielkanoc (Tyniec)
Wielkanoc (260 m) – wzgórze w Tyńcu w Krakowie. Pod względem administracyjnym należy do Dzielnicy VIII Dębniki. Pod względem geograficznym należy do Wzgórz Tynieckich na Pomoście Krakowskim w obrębie makroregionu Bramy Krakowskiej. Wzgórza te włączone zostały w obszar Bielańsko-Tynieckiego Parku Krajobrazowego. Na wzgórzu Wielkanoc utworzono użytek ekologiczny o nazwie Uroczysko Wielkanoc, obejmujący obszar o powierzchni 7 ha na szczycie i północnych zboczach wzgórza.
Nazwa wzgórza pochodzi stąd, że gdy w okresie Świąt Wielkanocnych świtem stanie się w środku wsi (czyli na
skrzyżowaniu ulic: Benedyktyńskiej, Bogucianka i Obrony Tyńca), wówczas słońce wschodzi nad tym wzgórzem.
Jest to niewielkie, ale dobrze wyodrębnione wzgórze, wznoszące się pomiędzy ulicami: Bolesława Śmiałego, Szczygielskiego i Zagórze. Jest porośnięte lasem, w którym znajdują się 4 nieczynne kamieniołomy. Utworzono na nim użytek ekologiczny o nazwie Uroczysko Wielkanoc. Wzgórze jest miejscem rekreacji, spacerów i uprawiania sportów. Szczyt jest trawiasty, dzięki temu rozciąga się z niego szeroka panorama widokowa na Tyniec,
Pasmo Sowińca, Kraków i Wzgórza Tynieckie. Biegnie przez niego znakowany szlak turystyczny.
Całe wzgórze zbudowane jest z wapieni pochodzących z okresu górnej jury. Dzięki odsłonięciom skał w dawnych kamieniołomach można tutaj prześledzić geologię wzgórza. W północnej części wzgórza wapienie są uławicone i zawierają krzemienie, w południowej nieuławicone i bez krzemieni. Obydwa rodzaje wapieni można zaobserwować szczególnie w kamieniołomie we wschodniej części wzgórza. W środkowej części tego kamieniołomu jest niewielki i częściowo już zarośnięty lej wypełniony gliną, piaskiem i żwirem. Jest on pochodzenia krasowego, dawniej miał średnicę 6 m i głębokość 5 m, ale podczas eksploatacji wapieni uległ zmniejszeniu. Można tu zaobserwować stopniowe przechodzenie wapienia nieuławiconego w uławicony. W południowej części ściany leja występuje wapień skalisty nieuławicony, który ku północy zaczyna stopniowo przechodzić w wapień uławicony o grubości warstw 0,8–1,2 m. Występują tu kuliste i przypłaszczone, brunatne lub szarobrunatne krzemienie. Takie stopniowe przejście między dwoma rodzajami wapieni występują jeszcze tylko w kamieniołomie w Piekarach.

## Szlaki turystyczne
zielona pętla z opactwa benedyktynów w Tyńcu przez Wielkanoc, Kowadzę, Dużą Kowodrzę, rezerwat Skołczanka, Ostrą Górę, Grodzisko i dalej brzegiem Wisły, aż do opactwa benedyktynów. Długość około 8 km.

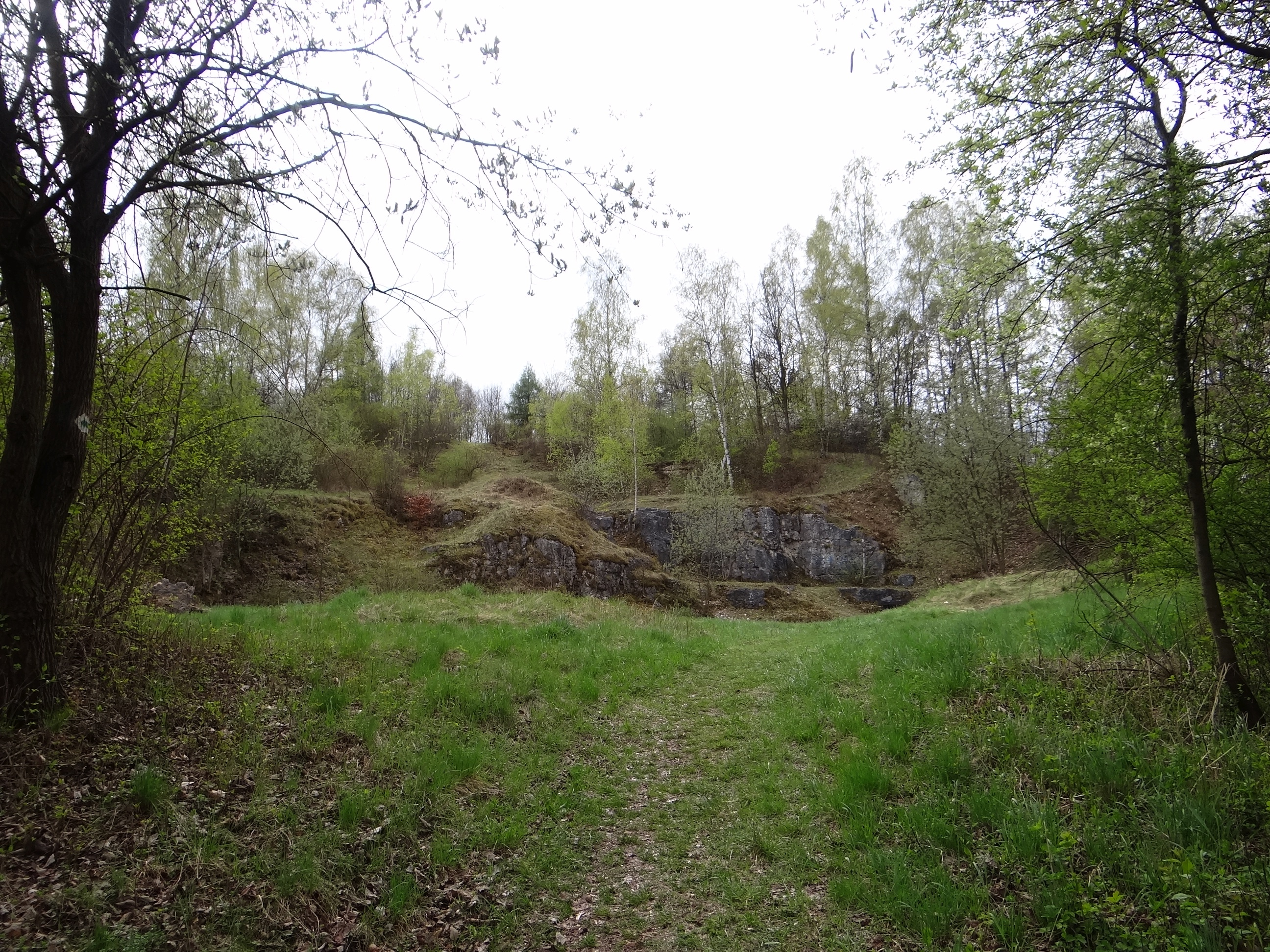
Kamieniołom
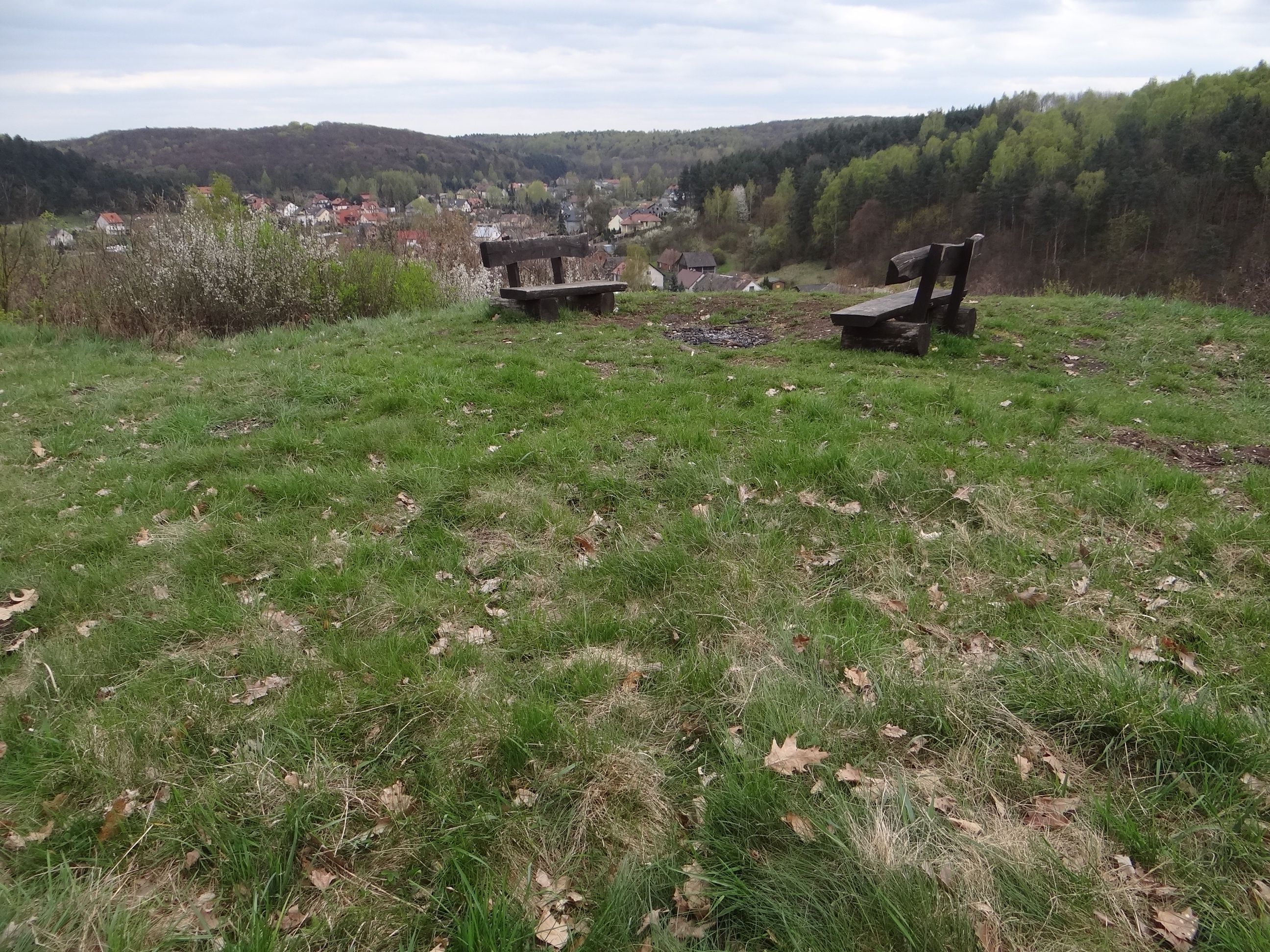
Na szczycie Wielkanocy
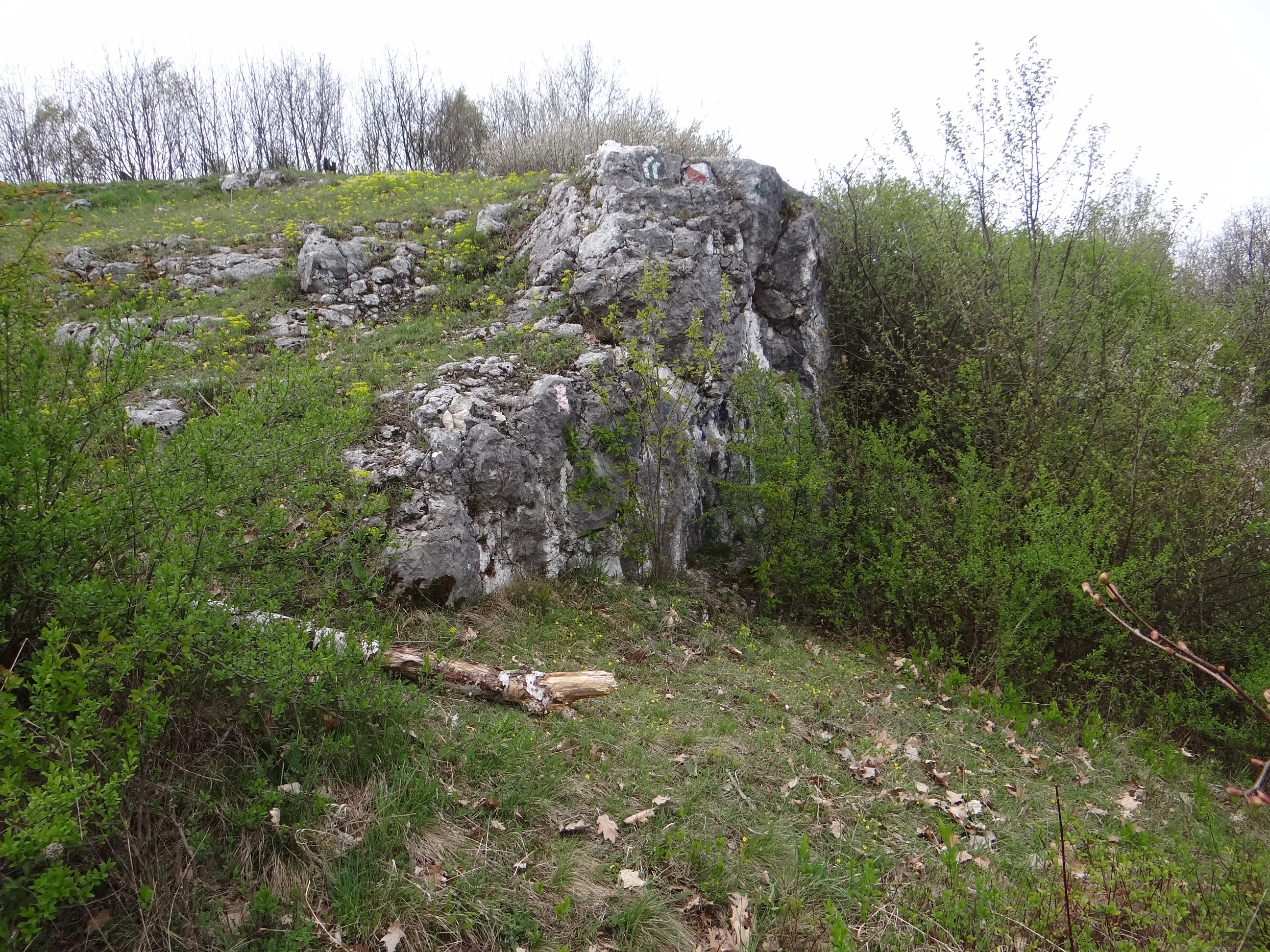
Kamieniołom
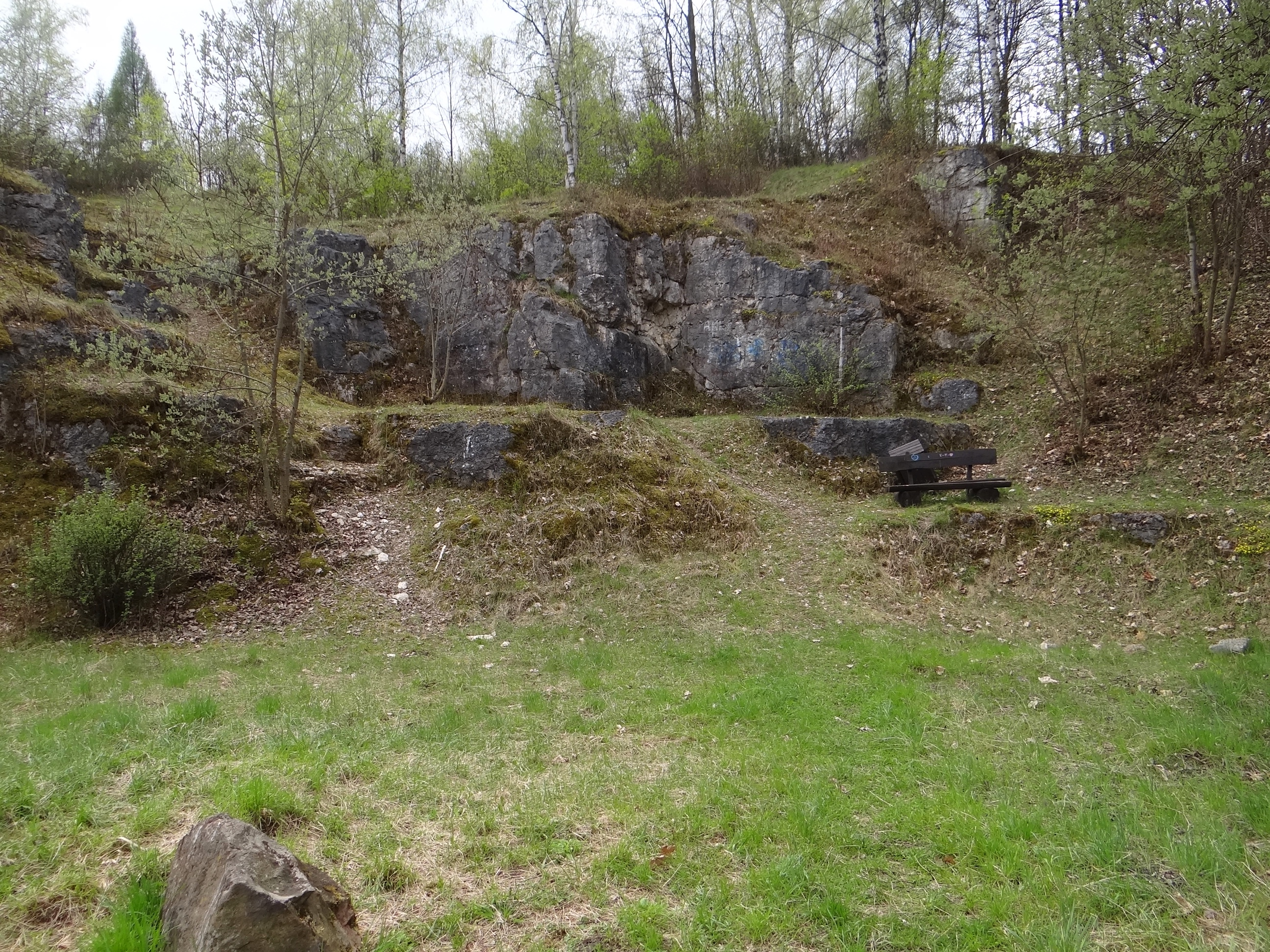
Kamieniolom